# Birat al-Dżurd
Birat al-Dżurd (arab. بيرة الجرد) – miejscowość w Syrii, w muhafazie Hama. W 2004 roku liczyła 1670 mieszkańców.